# Ivry-sur-Seine
Ivry-sur-Seine är en kommun i departementet Val-de-Marne i regionen Île-de-France i norra Frankrike. Kommunen är chef-lieu över 2 kantoner som tillhör arrondissementet Créteil. År 2022 hade Ivry-sur-Seine 64 526 invånare.

## Utbildning
- ESME Sudria
- École supérieure d'informatique, électronique, automatique
- École des technologies numériques appliquées
- Institut polytechnique des sciences avancées

## Befolkningsutveckling
Antalet invånare i kommunen Ivry-sur-Seine
| Referens: INSEE |